# Varėna
Varėna (polsk: Orany) er en by i Alytus apskritis, i Dzūkija i det sydlige Litauen med 9.240(2011) indbyggere. Varėna ligger ved floden Varėnė, der udmunder i Merkys. 

## Historie
Byen blev grundlagt i 1862 ved Warszawa-Sankt Petersborg jernbanen, 4 km syd for Senoji Varėna (Gammel Varėna). Dengang som en lille stationsby, der efter en stabil udvikling blev den centrale bydel i Varėna. I mellemkrigstiden, efter første verdenskrig, var byen besat af Polen, og omdøbt "Orany". Byen lå nært den daværende polsk-litauiske grænse, i Wilno-Troki poviat (polsk: Powiat wileńsko-trocki) i Wilno Voivodskab. I 1939, efter den tysk-sovjetiske invasion af Polen, blev Varėna atter en del af Litauen.
Den 9. september 1942 blev alle byens jøderne spærret inde i den lokale synagoge. Den dag, selv om tyskerne havde forsøgt at forhindre ham i at gøre det, præsten Jonas Gylys ind i synagogen og opfordrede jøderne at være modig i deres sidste timer i stedet konvertere til kristendommen.
På den følgende dag, eller ifølge en anden kilde, samme dag blev alle jøder ført fra synagogen til Eserekiai, en lille skov nær landsbyen Druckūnai, 1,5 km fra Varėna. To store massegrave var blevet gravet der 25 meter fra hinanden, en til mænd og en til kvinder. Litauiske nationalister tvang ofrene i grupper mod gravene og skød dem der, hvorefter morderne plyndrede ofrene for deres ejendele.
Ifølge Jägerrapporten blev 831 jøder fra Varėna (og de omkringliggende områder) - 541 mænd, 149 kvinder og 141 børn - dræbt den dag.
I 1946 blev omkring 2000 polakker blev hjemsendt til Polen.
Efter industrialiseringen i 1970'erne, voksede byen hurtigt. I øjeblikket er der 9.240 indbyggere i Varėna. Varėna distriktkommune er den største og mest skovrige kommune i Litauen.

## Galleri
- Rådhuset i Varėna
- Gågaden 16. februar gatvė (Litauens nationaldag).
- Bibliotek

## Kendte Varenere
- Den litauisk maler og komponist Mikalojus Konstantinas Čiurlionis blev født i Sena Varėna i 1875.
- Ausra Fridrikas, håndboldsspiller

## Venskabsbyer
- Prenzlau, Land Brandenburg, Tyskland
- Mikołajki, voivodskabet Ermland-Masurien, Polen
- Nesterov, Kaliningrad oblast, Rusland
- Skurup, Skåne län, Sverige